# Geschichte Sardiniens

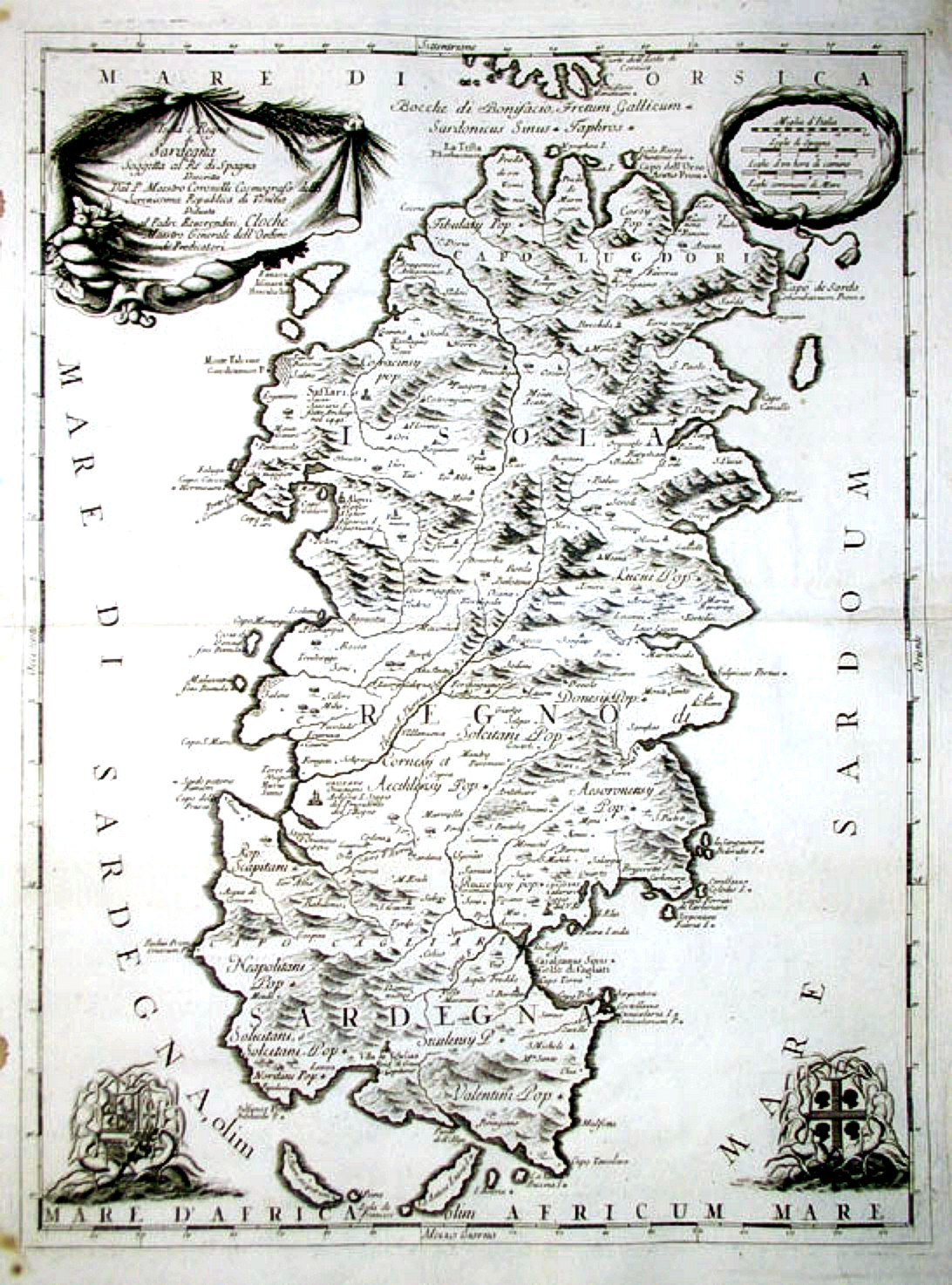
Karte Sardiniens (um 1700)

Die dokumentierte Geschichte Sardiniens beginnt in der Antike, auf Sardinien finden sich aber umfangreiche Spuren älterer Kulturen.

## Vorgeschichte

### Fauna im Paläolithikum
Der Wasserspiegel des Mittelmeeres schwankte seit dem Miozän stark, dass die Insellage Sardiniens temporär aufgehoben war und Festlandeinflüsse bemerkbar sind. Zuletzt lag er etwa 11.000 v. Chr. etwa 100 m unter dem heutigen Niveau.
Kennzeichnend für Inselfaunen sind Artenarmut und das Fehlen großer Fleischfresser. Das bewirkt bei ungefährdeten Großsäugern eine Entwicklung zur Langsamkeit und zur Verzwergung. Inselfaunen erfahren, solange das Gleichgewicht nicht gestört wird, kaum Veränderung. Sardiniens ältere Tierwelt wurde im mittleren Pleistozän (vor etwa 900.000 Jahren) durch eine neue ersetzt. Aber auch die jüngere zeigt die inseltypische Artenarmut. An Säugern finden sich lediglich:
- Megaceros cazioti (ein Hirsch),
- Cynotherium sardus (ein kleiner Hund),
- einige Kleinnager wie der Prolagus sardus.

Der Prolagus sardus, ein ausgestorbener kaninchengroßer Nager, sah aus wie eine schwanzlose Ratte. Einem Bericht kann man entnehmen, dass er auf der Insel Tavolara bis 1774 überlebte.

### Grotta Corbeddu
Der einzige Großsäuger hatte jedoch im Gegensatz zu den verzwergten Hirschen, Elefanten und Flusspferden auf den Inseln Kreta und Zypern eine normale Größe. Um dieses Phänomen zu untersuchen, begann im Jahre 1982 eine Grabung in der Grotta Corbeddu, (benannt nach dem Banditen Giovanni Corbeddu Salis) bei Oliena. Die Ausgrabungen ergaben drei Ablagerungsschichten:
- unterste Schicht: Knochen des ausgestorbenen Hirsches Megaceros cazioti, darunter ein gut erhaltener Kopf samt Geweih (C14-Datum: 11610 ± 140 v. Chr.). Den Hirschschädeln fehlten die Unterkiefer, die an anderer Stelle lagen. Auf die Anwesenheit von Menschen, die in Vertretung der Raubsäuger die Jagd betrieben und einer insularen Verzwergung entgegenstanden, deuten Bearbeitungsspuren an den Knochen.
- mittlere Schicht: Holzkohle (Radiokarbondatum: 7130 ± 380 v. Chr.), Knochen des Sardischen Pfeifhasen Prolagus sardus mit Brand- und Kauspuren, die auf menschliche Einwirkung deuten.
- obere Schicht: Asche und Holzkohle von Feuerstellen (Radiokarbondatum: 4280 ± 180 v. Chr.) vermischt mit den Resten von Meeres- und Landschnecken, Krustentieren, Fischen, Haustieren, Wild und Prolagus sardus, ferner Werkzeug aus Obsidian und jungsteinzeitliche Tonscherben (Bono-Ighinu-Keramik und Cardium-Keramik)

Die Besiedlung Sardiniens reicht also bis ins Paläolithikum zurück. Im Jahre 1979 wurden 150.000 Jahre alte menschliche Überreste gefunden. Auch auf dem Höhepunkt der letzten Eiszeit war die Insel nicht mit dem Festland verbunden. Molekulargenetische Analysen lassen vermuten, dass vor ca. 13.000 Jahren eine Bevölkerungsgruppe aus dem westlichen Mittelmeerraum zuwanderte, die genetische Ähnlichkeiten mit der Bevölkerung des heutigen Baskenlandes aufweist. Dieser folgten Gruppen neolithischer Bauern. Aufgrund der Isolation der Insel haben sich genetische Merkmale einer möglicherweise mesolithischen Bevölkerung bis heute mit großer Häufigkeit erhalten. 2011 fand man bei Marina di Arbus die Knochen mesolithischer Bewohner der Insel, die etwa von 9000 v. Chr. stammen.

### Vom Neolithikum bis zur Eisenzeit

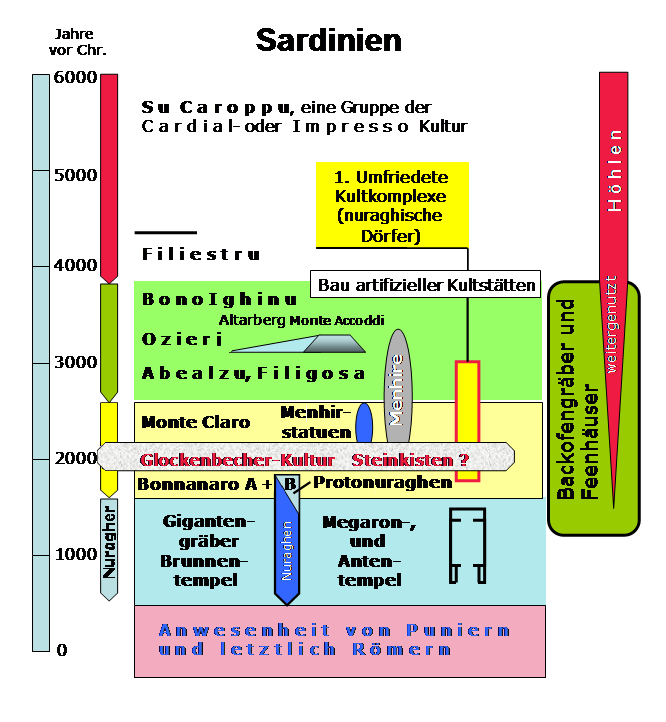
Kulturenfolge

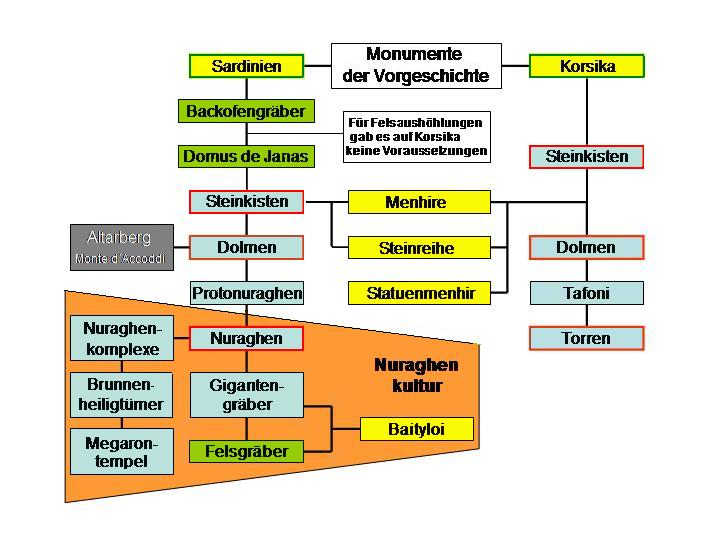
Sardisch-korsische Typenreihe

Die prähistorischen Sarden benutzten Obsidian, ein Lavagestein, das am erloschenen Vulkan Monte Arci gewonnen und für einfache Werkzeuge benutzt wurde. Dieser Obsidian gelangte auch nach Korsika, in die Toskana, die Emilia, nach Ligurien und Südfrankreich.
Vom Neolithikum an, das auf Sardinien um 6000 v. Chr. mit der Einwanderung von Angehörigen der Cardial- oder Impressokultur einsetzte, bis zur römischen Besetzung 238 v. Chr. prägten unter anderem die Kulturen von Su-Carroppu und Filiestru, die Bono-Ighinu-Kultur, die Ozieri-Kultur, die Kulturen von Abealzu-Filigosa, bzw. die bronzezeitliche Monte-Claro-Kultur, die Bonnanaro-Kultur, sowie besonders die Nuraghenkultur das Bild der Insel. Die neolithische Periode brachte Landwirtschaft und Viehhaltung auf die Insel. Belege sind Mörser und Handmühlen, Getreidekörner und Knochenreste von Haustieren. Kult- und Grabhöhlen (Grotta Pirosu), sowie die Backofengräber des Sinis (Cuccuru S’Arriu), und die Domus de Janas (Häuser der Feen) wurden in Felsformationen gekratzt.
Ab etwa 1750 v. Chr. bestand die Nuraghenkultur. Heute existieren noch über 3.000 von einst etwa 7.000 bis 10.000 turmartigen Nuraghen, nach denen die Kultur benannt ist. Hinzu kommen als Zeugnisse der Vorgängerkulturen Dolmen und Galerien wie Corte Noa, Gigantengräber, Menhire, Statuenmenhire, Steinkreise (Ortakis) und heilige Brunnen, von denen es etwa 35 gibt. Unikate sind die Steinkisten von Li Muri, der Nuraghentempel von Malchittu, das megalithische runde Galeriegrab Masone Perdu bei Laconi und die Figuren vom Monte Prama.

### Bronzezeitliche Kontakte ins östliche Mittelmeer
Im Jahre 1979 wurde auf Sardinien erstmals mykenische Keramik entdeckt. Im Laufe der 1980er Jahre verbreitete sich das Wissen um Kontakte zwischen Sardinien, dem mykenischen Griechenland und den Inseln im östlichen Mittelmeer. Die Grabungsergebnisse am Nuraghen Antigori erhöhten das Interesse der Forschung an der Verbindung Sardiniens mit dem ägäischen Raum während der Bronzezeit.
Die Nuraghenkultur erhielt einen neuen Stellenwert in der kulturellen Dynamik des 2. Jahrtausends v. Chr. Die Entdeckung gut stratifizierten ägäischen Materials auf Sardinien verfeinerte die Chronologie der Nuraghenkultur. Der ägäischen Archäologie eröffnete sich ein Fenster zur Erforschung der Aktivitäten der mykenischen Kultur im westmediterranen Raum. Die mykenische Ware erweckte auch neues Interesse an den ägäisch-zyprischen Ochsenhautbarren, die bereits zuvor von verschiedenen Orten Sardiniens bekannt waren. In der Folge wurden Analysen der Keramik und der Kupferbarren vorgenommen.
Die Themen berühren auch Fragen zur Kolonisierung oder Vorkolonisierung, die im Kontext mit dem Austausch von Objekten bzw. der Nutzung der Bodenschätze der Insel stehen. Weit vor der phönizischen gab es eine Phase mykenischen und zypriotischen bzw. kykladisch-minoischen Handels im Mittelmeerraum, der die nuraghische Kultur und auch andere westmediterrane Kulturen erreichte (Italien, Malta, Sizilien). Die mykenische Herkunft der Materialien stützt zwar ältere kulturtheoretische Modelle (Diffusionismus), die im 20. Jahrhundert den Bau der Nuraghen aufgrund ihrer Architektur (Tholos) unter ägäischem Einfluss gesehen haben, jedoch ergaben neue Studien, dass die kulturellen Formen im bronzezeitlichen Sardinien nicht unter dem Aspekt des „Ex Oriente Lux“ verstanden werden können. Insbesondere die Skulpturen vom Monte Prama gehen der ägäischen Großskulpturentwicklung voraus.
Manche Forscher vermuten, dass sich die Scherden (Šrdn in der ägyptischen Schreibweise, die keine Vokale ausdrückt), in der Forschung oft auch als Schardana vokalisiert, ein aus dem östlichen Mittelmeer kommendes und aus ägyptischen Quellen bekanntes „Seevolk“, hier angesiedelt haben. Andere nehmen an, dass die Scherden ursprünglich aus Sardinien stammten und sich nach den Seevölker-Unruhen (um 1200 v. Chr.) im libanesischen oder nord-kanaanitischen Raum ansiedelten. Eindeutige Belege für diese Einwanderung fehlen. Eine zeitweilige Präsenz von Sarden im östlichen Mittelmeerraum ist aber durch Funde in der kretischen Hafensiedlung Kommos nachgewiesen: Dort wurde in Schichten aus der Zeit um 1200 v. Chr. eine nicht unerhebliche Anzahl Keramikfragmente entdeckt, die der Nuraghenkultur zuzuordnen sind und wahrscheinlich vor Ort produziert wurden, da die Gefäße für den Seetransport ungeeignet waren. Keramik der Nuraghenkultur kam auch im sizilianischen Handelszentrum Cannatello (südlich von Agrigent) zum Vorschein. Über die Scherden ist wenig bekannt, außer dass sie lange vor dem Seevölker-Angriffen als ägyptische Hilfstruppe erwähnt werden, die u. a. unter Ramses II. auf ägyptischer Seite an der Schlacht von Kadesch teilnahm. Vorher wurden die Scherden in den Amarna-Briefen während der 18. Dynastie erwähnt (um die Mitte des 14. Jahrhunderts v. Chr.: In einem Brief des Königs von Byblos an den Pharao werden Šardanu als Leibwache erwähnt). Die älteren Hypothesen entstanden nach linguistischen Studien, wonach die Stadt Sardis in Lydien ihr Ausgangspunkt sei, von der sie das Tyrrhenische Meer erreicht hätten; danach hätten sie sich aufgeteilt in Sarden und Etrusker. Wahrscheinlicher ist jedoch, dass eine sehr lange ungestörte einheimische Entwicklung über die Bonnanaro-Kultur mit ihren Protonuraghen zur Nuraghenkultur führte. Eine Gleichsetzung der Scherden mit einer frühen Bevölkerung Sardiniens ist in der modernen Forschung nach wie vor sehr umstritten.

## Punier, Römer, Byzantiner und Araber

### Die phönizisch-punische Phase

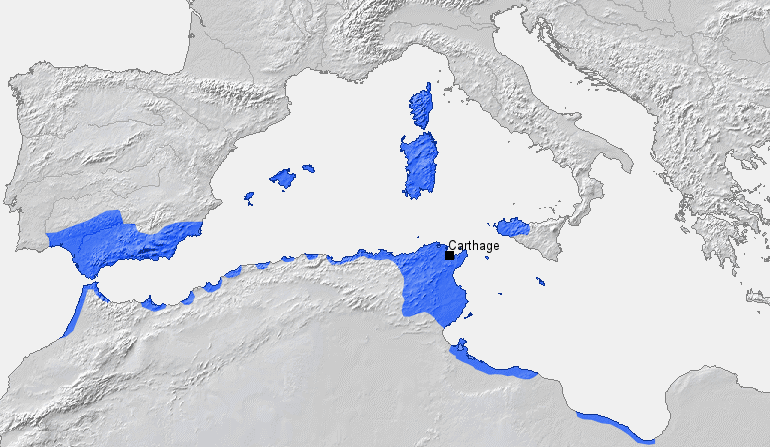
Karthagos Kolonien

Unbefriedeter Bereich (Barbaria) und frühe Stadtgründungen – phönizisch (grün); punisch (rot)

Die phönizisch-punische Zeit Sardiniens begann im 9. Jahrhundert v. Chr. Die von Tyros ausgehende phönizische Phase dauerte etwa 300 Jahre bis etwa 550 v. Chr. Die nachfolgende punische Phase endete nach ebenfalls etwa 300 Jahren im 3. Jahrhundert v. Chr.
Seit dem 14. Jahrhundert v. Chr. wurde Sardinien von Seefahrern aus dem östlichen Mittelmeer aufgesucht. Mykener und Zyprer trieben bereits zu dieser Zeit Handel mit der Insel. Auch der etruskisch-phönizische Handel wurde ab dem 7. Jahrhundert auf Sardinien abgewickelt, da die Etrusker in ihrem Bereich keine Niederlassungen zuließen.
In die Fußstapfen der levantinischen Händler traten die Punier, die sich besonders für die Erzvorkommen des Iglesiente interessierten. Sie gründeten aber nicht nur Handelsniederlassungen an Orten wie Karali (röm. Carales; heute Cagliari) und Othoca (die älteste), Nora, Sulki (röm. Sulcis), Su Fraigu (punischer Name unbekannt) und Tharros, sondern auch Kolonien. Ob die Nuraghen-Kultur der wenig später erfolgten Landnahme Widerstand leistete, ist umstritten, da sich die Kultur bereits in ihrer Endphase befand. Eine Inschrift auf der Stele von Nora aus dem 9. Jahrhundert spricht allerdings von Kampfhandlungen. Belegt ist auch die Einäscherung des Monte Sirai, ohne dass man den Verursacher ermitteln könnte. Dies geschah etwa zu jener Zeit, als die Punier bzw. Karthager die Herrschaft über die Kolonien übernahmen.
Mitte des 6. Jahrhunderts v. Chr. hatten die Punier den Süden und Westen Sardiniens unter Kontrolle gebracht und die Versuche einer griechischen Besiedlung auf Korsika (540 v. Chr. in der Seeschlacht von Alalia) unterbunden. Danach begannen sie, ihren Teil der Insel zur Kornkammer umzugestalten. Pseudo-Aristoteles und andere Quellen berichten von großflächigen Rodungen. Gleichzeitig kam es nach Cicero (in Pro Scauro) zur Ansiedlung punisch-libyscher Siedler, die als Landarbeiter auf die Insel gebracht wurden. Sardinien diente auch zur Truppenrekrutierung. So nahmen Sarden bereits um 480 v. Chr. an der von Hamilkar verlorenen Schlacht bei Himera auf Sizilien teil.
Die besetzten sardischen Gebiete erhielten entlang der heutigen Staatsstraße SS131 ein möglicherweise mit Meilensteinen versehenes Straßennetz. Die Hauptverbindungen gingen jedoch über das Meer an den Küsten entlang, wo Stützpunkte errichtet wurden. Einige Ortsnamen gehen auf die punische Zeit zurück, so etwa Sirai und Sirri bei Carbonia (von punisch SR = Felsen), Magomadas bei Bosa (von MQMHDSH = neuer Ort). Siddi in der Marmilla und Tani bei Iglesias sind offenbar nach den Gottheiten Sid und Tanit benannte Orte. Die lückenlose Erschließung der fruchtbaren Gebiete zeigte eine im Gebiet der Gemeinde Sanluri (Campidano) gemachte Analyse. Innerhalb eines Kreises von sechs Kilometern Durchmesser wurden ein Dutzend punischer Weiler gezählt.
Punisches und Sardisches verband sich im besetzten Gebiet ab dem 3. Jahrhundert v. Chr. zu einer Kultur. Das religiöse Leben spiegelt die Assimilation am deutlichsten wider. Die punische Variante des Fruchtbarkeitskultes verbreitete sich (belegt in den Nuraghen von Genna Maria und Lugherras). Andererseits zeigen Ipogeo di San Salvatore und der Kult des „Jagdgottes“ Sid Addir Babay im Tempel von Antas, dass nuraghische Gottheiten in der sardisch-punischen Götterwelt aufgingen und ihre Heiligtümer in veränderter Form fortbestanden.
Das Dreieck Ibiza, Korsika (inklusive Sardinien) und Sizilien stellte nach heutiger Kenntnis die überseeische Fortsetzung des karthagischen Mutterlandes dar, während das festländische Spanien militärisch, verwaltungstechnisch, ethnisch und kulturell weit weniger eng mit Nordafrika verbunden war. Die punischen Städte Sardiniens wurden als einzige nach dem Vorbild Karthagos regiert. Sie besaßen eine Volksversammlung unter dem Vorsitz zweier Sufeten, die nur für ein jeweils nach ihnen benanntes Jahr im Amt waren. Vor diesem Hintergrund ist es verständlich, dass die militärische Übernahme der Insel durch die Römer im Jahr 238 v. Chr. primär ein politisches Datum darstellt, weniger ein kulturelles: In neuerer Zeit konnte die Archäologie zeigen, dass Sardinien noch lange, nachdem der jüngere Scipio im Jahr 146 v. Chr. Karthago zerstört hatte, von der punischen Kultur geprägt blieb.
Den antiken Schriftstellern war die Zweiteilung der Insel in einheimische und punische Gebiete bekannt. Bei den Bergbewohnern unterschieden sie unter anderem die Balari und Iliensi in der Barbagia und die Corsi in der Gallura. Diese fassten sie unter Namen wie Fellsarden (die Sardi Pelliti des Livius) zusammen. Die punischen Gebiete gaben sie als Siedlungsraum der Punier und Sarden an. Während des Ersten Punischen Krieges hatte Rom die strategische Bedeutung Sardiniens zu spüren bekommen. Nach vergeblichen Versuchen, die Insel in seine Gewalt zu bringen, musste Rom im Friedensvertrag von 241 v. Chr. die Hoheitsrechte Karthagos über Sardinien zunächst anerkennen. Aufstände in Nordafrika, in deren Folge auch die auf Sardinien stationierten Truppen meuterten, führten dazu, dass die Römer im Jahre 238 v. Chr. rechtswidrig die Herrschaft über Sardinien erlangten, indem sie das durch die Aufstände geschwächte Karthago mit Krieg bedrohten.

### Die Römer und deren Nachfolger
Bis zum Ersten Punischen Krieg waren die punischen Bewohner Karthagos nominell die Herren der Insel, obwohl sie nie ins Landesinnere vorstießen, das noch weit bis in die römische Zeit (ab 238 v. Chr.) weitgehend autonom war. Zusammen mit Korsika war die Insel als Provinz Sardinia et Corsica jahrhundertelang Teil des Imperium Romanum. Als Westrom zerfiel, folgte ab 455 n. Chr. die achtzigjährige Besetzung durch die Vandalen. Die byzantinische bzw. oströmische Phase begann dann 534, als der kaiserliche Feldherr Belisar die Inseln im westlichen Mittelmeer zurückeroberte. Die Insel verarmte in dieser Zeit materiell und kulturell. Trotzdem nahm die sardische Folklore oströmische Einflüsse auf, wie die S'ardia, ein Reiterfest zu Ehren Kaiser Konstantins, in Sedilo zeigt. Kurzzeitig erschienen Ostgoten auf der Insel, die 552 unter Totila Cagliari eroberten. Langobarden versuchten dann ab 568 mehrmals, aber ohne Erfolg, die Insel zu erobern. 599 drängte Papst Gregor der Große die örtlichen Bischöfe, die immer noch zahlreichen Heiden Sardiniens gewaltsam zum Übertritt zum Christentum zu zwingen.

Die vier sardischen Judikate

Mit der Eroberung von Sulcis im Jahre 704 brach eine mehr als zweihundertjährige Phase an, in der die Sarazenen immer wieder die Küsten der Insel überfielen. Ein Großteil der Küstenbevölkerung floh nun ins Innere der Insel. Der Handel ging stark zurück, die Bewohner betrieben im Inneren der Insel Subsistenzwirtschaft und jede Stadt, jedes Dorf versuchte autark zu werden. Im Jahre 753 besetzte ein muslimisches Heer den Süden der Insel. Im Jahre 815 ersuchte die Insel Ludwig den Frommen (778–840) vergeblich um Hilfe. Die byzantinische Herrschaft endete offiziell um 832 mit der Sezession des byzantinischen Statthalters.
Die nun isolierte Insel war vom 9. Jahrhundert an in vier (Judikate) Arborea, Cagliari, Gallura und Torres mit einheimischen Feudalherrschern („Richtern“) geteilt. Eine dauerhafte muslimische Eroberung konnte bis 1014/15 verhindert werden, nachdem Mudschahid von Dénia mit Hilfe von 120 Galeeren schon große Teile der Küstengebiete erobert hatte. Die italienischen Küstenstädte waren durch die arabische Operationsbasis auf Sardinien militärisch bedroht. Papst Benedikt VIII. vermittelte daraufhin ein Bündnis der Seemächte Genua und Pisa. Die Seestreitkräfte der verbündeten Städte schlugen 1016 die Flotten die Araber und verdrängten Mudschahid wieder von der Insel. Pisa erhielt Sardinien offiziell als päpstliches Lehen, Genua beherrschte den Norden.

## Pisaner, Staufer und Spanier
Der Staufer Friedrich II. (1198–1250), König von Sizilien, ernannte 1239 seinen illegitimen Sohn Enzio zum König von Sardinien (1239–1249, † 1272), wovon der Status der Insel als Königreich herrührt, der bis zum Aufgehen im Königreich Italien 1861 erhalten blieb. Sardinien fiel später, ebenso wie Sizilien, zunächst dem Königreich von Aragon (1323–1409) zu, das den sardischen Reichsstatus erneuerte, und gehörte seit dem frühen 16. Jahrhundert in Personalunion zum Königreich Spanien: Das Judikat von Arborea zerfiel zuletzt.
Die autochthone Bevölkerung der Stadt Alghero (sardisch S’Alighera, katalanisch L’Alguer) wurde vertrieben bzw. durch katalanische Siedler ersetzt; ihre Nachkommen sprechen bis heute Katalanisch.
Siehe auch: Liste der Vizekönige von Sardinien

## Österreicher, Savoyer und Italiener

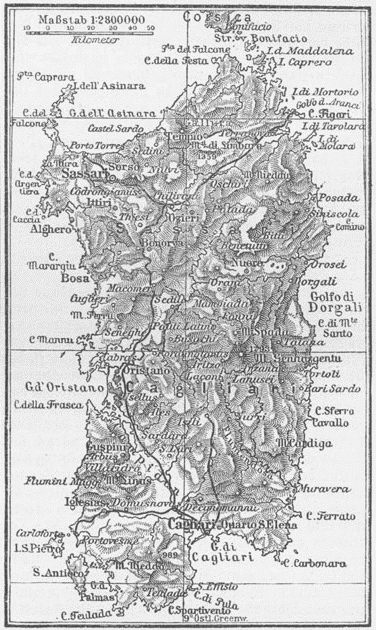
Historische Karte von Sardinien, aus Meyers Konversationslexikon von 1888

Nach dem Aussterben der spanischen Habsburger fiel Sardinien nach dem Spanischen Erbfolgekrieg 1714 an die österreichische Linie des Hauses Habsburg, wurde jedoch schon 1720 von Österreich – im Tausch gegen Sizilien – an das Herrscherhaus von Savoyen abgetreten, das 1714 mit dem Besitz von Sizilien einen Königstitel erworben hatte und denselben nunmehr auf den Besitz Sardiniens gründete. Das neu entstandene Königreich Sardinien mit seiner Hauptstadt Turin und seinen Provinzen Savoyen und Piemont hatte seinen geographischen Schwerpunkt jedoch auf dem italienischen Festland.
1794, fünf Jahre nach der Französischen Revolution, gab es einen Aufstand der sardischen Oberschicht, der die Ausweisung piemontesischer Funktionäre aus Sardinien zur Folge hatte. Diesem folgte dann 1796 eine gescheiterte Revolte gegen die feudale sardische Oberschicht.
Während der französischen Okkupation des norditalienischen Reichsteils zwischen 1799/1800 und 1814 regierten die sardischen Könige Karl Emanuel IV. (1796–1802) und sein Bruder Viktor Emanuel I. (1802–1821) – ähnlich wie wenig später der aus Neapel vertriebene bourbonische König von Sizilien, Ferdinand IV. – unter dem Schutz der britischen Flotte direkt von ihrer Insel Sardinien aus, die sonst eher vernachlässigt wurde. Im Zuge der italienischen Einigung wurde der Herrscher Sardiniens Viktor Emanuel II. (1849–1878) im Jahre 1861 König von Italien.
Ab 1854 wurde im Gebiet um Carbonia Steinkohle gefördert, in größeren Mengen zwischen 1936 und 1971.

## Autonome Region Italiens ab 1946
Im Zuge der italienischen Einigung 1860/61 und der erneuten Rückverlagerung des Schwerpunkts der Macht aus den Fürstentümern in Italien nach Turin, Florenz bzw. später Rom wurde Sardinien endgültig an den provinziellen Rand gedrängt. Im Zweiten Weltkrieg wurde Sardinien zwischen dem 10. September und dem 5. Oktober 1943, wie auch das französische Korsika, von den Deutschen geräumt und die freigewordenen Truppen und das Material nach Mittelitalien verlegt. Am 27. Januar 1944 wurde auf Sardinien ein Hochkommissariat unter Pietro Pinna Parpaglia eingerichtet, das Anfang 1945 eine Consulta regionale einrichtete. Dabei handelte es sich um ein Organ, dessen 18 Mitglieder auf Vorschlag des Hochkommissars vom italienischen Ministerpräsidenten ernannt wurden. Die Mitglieder waren Persönlichkeiten aus antifaschistischen Bewegungen, Juristen, Historiker sowie Arbeitgeber- und Arbeitnehmervertreter. Unter dem Vorsitz des Hochkommissars arbeiteten sie Entwürfe für ein Regionalstatut, eine regionale Verfassung aus.
Erst 1946 erhielt die Insel Autonomie als Autonome Region Sardinien, doch die Regionalverfassung Sardiniens wurde nicht wie das Sonderstatut der Autonomen Region Sizilien bereits vor der Verfassung der Italienischen Republik am 15. Mai 1946 von König Umberto II. unterzeichnet. Das Sonderstatut für Sardinien trat erst nach Verzögerungen und Änderungen 1948 in Kraft. Die ersten Regionalwahlen fanden am 8. Mai 1949 statt. Bis 1982 gab es vereinzelte, z. T. bewaffnete Rebellionen zugunsten der vollständigen Unabhängigkeit Sardiniens, die häufig auch mit Entführungen verbunden waren. Im sardischen Nationalismus sammeln sich Bewegungen, die eine konsequente Autonomie bzw. Unabhängigkeit von Italien anstreben. Durch ein Regionalgesetz von 1997 und ein Gesetz der Italienischen Republik von 1999 wurde das Sardische als Minderheitensprache anerkannt.

### Ur- und Frühgeschichte
- Papoff Guisi: La preistoria della Sardegna. Cagliari 1999.
- F. Lo Schiavo u. a.: Archaeometallurgy in Sardinia. From the origin to the Early Iron Age. Consiglio Nazionale delle ricerche, Istituto per gli Studi delle Civiltà dell'Egeo e del Vicino Oriente, Universita’ degli studi di Cagliari, Dipartimento di geoingegneria e tecnologie ambientali Dipartimento di ingegneria chimica e materiali, 2005, ISBN 2-907303-95-3.
- Albert Hirmer, Jürgen Thimme: Kunst der Sarden bis zum Ende der Nuraghenzeit. Hirmer, München 1983, ISBN 3-7774-3640-2.
- Laura Soro: Sardinien und die mykenische Welt: Die Forschungen der letzten 30 Jahre. In: Fritz Blakolmer u. a. (Hrsg.): Österreichische Forschungen zur Ägäischen Bronzezeit 2009. Akten der Tagung vom 6. bis 7. März 2009 am Fachbereich Altertumswissenschaften der Universität Salzburg. Wien 2011, ISBN 978-3-85161-047-5, S. 283–294.

### Römische Zeit
- Cinzia Vismara, Philippe Pergola, Daniel Istria, Rossana Martorelli: Sardinien und Korsika in römischer Zeit. (= Zaberns Bildbände zur Archäologie). Verlag Philipp von Zabern, Mainz 2011, ISBN 978-3-8053-3564-5.

### Mittelalter
- Michelle Hobart (Hrsg.): A Companion to Sardinian History, 500–1500, Brill, Leiden/Boston 2017, ISBN 978-9004341234.
- Martin Kremp: Die Araber im westlichen Mittelmeer. Sardinien, Korsika, Malta. Mediterranea, Frankfurt am Main 2004, DNB 972269975.